# Ambigaspis lycii
Ambigaspis lycii är en insektsart som först beskrevs av Charles Kimberlin Brain 1919.  Ambigaspis lycii ingår i släktet Ambigaspis och familjen pansarsköldlöss. Inga underarter finns listade i Catalogue of Life.